# Сан-Педро-де-Мерида
Сан-Педро-де-Мерида (ісп. San Pedro de Mérida) — муніципалітет в Іспанії, у складі автономної спільноти Естремадура, у провінції Бадахос. Населення — 871 особа (2010).
Муніципалітет розташований на відстані близько 270 км на південний захід від Мадрида, 70 км на схід від Бадахоса.

## Демографія
Динаміка населення (INE ):